# Informaciones
Informaciones foi um jornal espanhol de carácter vespertino, editado em Madrid em 1922 e 1983. Ao longo de sua história o diário conheceu várias tendências editoriais; em determinadas conjunturas gozou de uma ampla difusão entre o público.
Durante a Segunda República Espanhola o jornal, subvencionado pelo Terceiro Reich, seguiu uma linha marcadamente anti-semita e filo-nazi. Esteve também vinculado a banqueiro Juan March e nos anos prévios à morte do general Franco deu cabida a vozes dissidentes com o sistema. Nesses anos incorporou um modelo de jornalismo ágil e moderno, que lhe valeu ser considerado o periódico precursor da transição. No entanto, teve uns últimos anos difíceis. O diário deixou de se imprimir no ano 1983, depois de numerosos paragens de actividade e um expediente de fechamento. Até o seu desaparecimento era considerado um dos periódicos pioneiros da imprensa vespertina em Madrid, na que competia com o diário Povo.

## História

### Primeiros anos
Fundado pelo jornalistaa Leopoldo Romeo —antigo director da Correspondência de Espanha—, colocou o seu primeiro número na rua em 24 de janeiro de 1922. Periódico de carácter vespertino, cedo consolidar-se-ia como o segundo diário madrileno da tarde em número de vendas. Anteriormente, durante a Ditadura de Primo de Rivera o diário foi adquirido pelo milionário maior-quino Juan March, que se fez com o controle da publicação devido a um crédito não pago. O jornal tinha a sua sede na madrilena rua de San Roque, na que compartilhava a redacção e oficinas. Para 1927 a difusão de Informações era de 90 000 instâncias.
Juan Sarradell, director em 1928, escrevia:

""(A Ditadura) é um fenómeno político como tantos outros, pelo que estimamos exagerados, por não dizer incompreensíveis, os espairecimentos de alguns em frente à sua realidade. A ditadura deve evitar-se, certamente. Mas uma vez que as circunstâncias fazem que surja, não há senão a admitir com todas as suas sequelas (...)
A imprensa, como reflexo dos estados de opinião, me parece admirável: como criadora deles, me parece excessiva. (...) Hoje somos monárquicos, porque Espanha mantém uma monarquia: se amanhã a derrocasse, instituindo em seu lugar uma república, seríamos republicanos automaticamente".
Em 1931, ao proclamar-se a República, cumpriu com seu carácter acomodado, o que provocou que fosse substituído em agosto por Juan Pujol.
No entanto, pese a esta recepção positiva do novo regime, a publicação não demoraria em experimentar uma deriva ultra direitista e anti-republicana. O jornal, subvencionado economicamente pelo Terceiro Reich —difundiu os pontos de vista alemães a mudança de 3000-4000 pesetas ao mês— converteu-se no principal foco do publicismo anti-semita e filo-nazi em Espanha. Foram várias as frentes que colaboraram com Informações nesta tendência anti-semita, entre outros César González Ruano, Alfredo Marqueríe, Luis Astrana Marín e Vicente Gay. Nesta época o político Rafael Salazar Alonso foi proprietário do diário durante algum tempo. Durante o período da Segunda República o Informações teve uma difusão que rondava os 50 000 instâncias.
Em julho de 1936, depois do estalido da Guerra civil o diário foi apreendido pelo sindicato UGT, passando a converter num órgão do Partido Socialista. Esta situação manteve-se até o final da contenda. A tarde de 28 de março de 1939, depois da entrada do Exército franquista em Madrid, a Informaciones publicou uma edição especial.

### Ditadura franquista
Depois do final da contenda o diário passou a ser dirigido pelo jornalista Víctor da Serna, mantendo uma acentuada linha editorial germanófila durante a Segunda Guerra Mundial.[17] Em palavras do historiador Alejandro Pizarroso Quintero, Informaciones passou a ser «o porta-voz da embaixada alemã na imprensa espanhola». Em maio de 1945 ofereceu a notícia da morte de Hitler com uma foto a toda página célebre na história gráfica da imprensa em Espanha.
Em 1956 foi adquirido pela empresa Bilbao Editorial e em 1967 passa a depender da União Democrática Espanhola, um grupo de tendência democristiana que se tinha desenvolvido em torno do então Ministro de Obras Públicas Federico Silva Muñoz. Um ano depois a rotativo passa a mãos de um grupo de banqueiros, encabeçados por Emilio Botim, que propor-se-iam uma modernização gráfica e de conteúdos.
Nessas Informaciones renovado, Víctor da Serna Gutiérrez-Répide é nomeado Conselheiro Delegado, e seu irmão Jesús da Serna, director e o jovem jornalista Juan Luis Cebrián, redactor chefe e depois subdirector. Durante esse período produz-se uma expansão do diário, até atingir os 74.000 instâncias diárias em 1976 e, por suas páginas, alentadas pelos irmãos da Serna e Cebrián, passa o melhor plantel jornalístico do momento.
Naquela redacção, dividida em manhã e tarde, coincidiam, entre outros, os jornalistas Francisco Fernández de Rojas, Alfonso Sánchez, José Luis Martín Prieto, Eduardo Delgado, Guillermo Medina, María Luz Nachón, Solidão Álvarez-Coto, Rafael Marichalar, Rafael Conte, Alfonso Albalá, Victor da Serna Arenillas, María Antonia Iglesias, Joaquín Estefanía, Eduardo Delgado, Eduardo Barrenechea, Fernando López Agudín, Joaquín Jiménez Michel, Pedro de Frutos, Marisa Flórez, Antonio Uroz, Felix Pacho Reyero, Felipe Sahagún, Jesús Ceberio, José Luis Orosa, Alfonso Navalón, Julián Martínez, Beatriz Navarro, Cristina Maza, Fernando Jáuregui, Fernando Orgambides, Juan J. Espejo, Pura Ramos, Mayte Mancebo, Manuel Baró, Manolo Alcalá, Joaquín Vidal, Carlos de Vermelhas, Manuel Toharia, Elisa da Fonte, Manuel García Lucero, José Luis Rodríguez, Ángel Luis da Rua, Fernando Samaniego, Félix Bayón, Fernando Quiñones,Julián Romaguera, Luis F. Fidalgo, Rafael Blanco, Antonio San Antonio, Juan Pedro Quiñonero, José Vicente Hernáez, Francisco Yagüe, José Grindley (Serv.Gráficos) e Margarita Sáenz-Díez (corresponsal em Barcelona). Como humoristas e desenhistas figuravam Antonio Fraguas Forges, Jose Antonio Loriga, Fernando Cabeças e Alfonso González (Alfo).
Nesta época Informaciones converteu-se num periódico pioneiro e de referência em temas como a informação económica, a cultura ou o jornalismo de investigação, sem esquecer o seu suplemento político. A partir de 1976, com a mudança dos seus principais jornalistas ao jornal O País, começam suas dificuldades de ordem empresarial.

### Últimos anos
Neste contexto de crise financeira o empresário catalão Sebastián Auger adquiriu o diário. À chegada de Auger demitiu Jesús da Serna do seu posto de director, e depois do sucederam-se vários directores: Guillermo Solana, Emilio Romero ou Rodrigo Royo. A nova direcção não supôs uma melhora da situação económica, que pelo contrário seguiu piorando. O número de leitores também se reduziu de forma considerável. Informaciones deixou de editar-se em 4 de fevereiro de 1980, a raiz de greve dos trabalhadores na contra-mão da gestão do diário por Sebastián Auger.[18] O posterior falência deixou a boa parte dos trabalhadores na rua. Reapareceria brevemente e de forma marginal em 1981. Voltou a reaparecer a 2 de maio de 1982, ainda que cessaria sua actividade, definitivamente, em 1983.